# Rose Woldstedt-Lauth
Pour les articles homonymes, voir Lauth.
Rose Woldstedt-Lauth, née le 27 décembre 1889 à Zurich et décédée le 9 janvier 1966 à Bonn, était une écrivaine alsaco-allemande,. Son conte D’r Jüles word Soldat reçoit en 1936 le premier prix du magazine Elsaß-Lothringen. Heimatstimmen, qui avait pour thème « à le soldat le plus inconnu de la Grande Guerre ».

## Œuvres
En alsacien
- D’ Schöenmattmüehl. D’ G’schicht’ vun ere Elsässer Famili. 1927.
- D’r Victor Neßler decidiert sich. Um 1930.
- D’r Pfarrer vun Dettlinge. 1932.
- D’r Gottfridd sott hierote. 1935.
- D’r Jüles word Soldat. 1940[4].

En allemand
- Im Sonnenhaus. Eine Geschichte für große und kleine Kinder. 1928.
- Renate. Ein Frauenschicksal in unseren Tagen. 1928.
- Los von der sexuellen Freiheit? Gespräche über die sexuelle Not der Jugend. 1932.
- Mädel von heute, Mütter von morgen. Gespräche zwischen Mutter und Tochter über das Liebesleben der Menschen. 1940.
- Am Fuße der Vogesen. Schicksale meiner Familie. 1957.
- „Das Säckinger Trompeterspiel“, in Helmut Paulus u.a.: Fünf Geschichten und ein Spiel. 1955[4]